# Giuliano Gemma
Giuliano Gemma (2. září 1938 Řím – 1. října 2013 Civitavecchia) byl italský herec. Objevil se po boku takových hvězd jako jsou Burt Lancaster, Claudia Cardinalová, Alain Delon, Bud Spencer nebo Terence Hill.

## Životopis
Narodil se v Římě. Při hře v trávě našel bombu z druhé světové války, která explodovala a poranila ho na levé lícní kosti. Následky tohoto výbuchu byly na jeho obličeji po celý život patrné.
Zprvu se věnoval sportům (boxu, gymnastice, tenisu). Poté ho však fascinoval film a roku 1962 si poprvé zahrál ve filmu Arrivano i titani. Jeho idolem a vzorem byl Burt Lancaster.
V roce 1964 hrál v prvních dvou sériích romantické ságy Angelika, markýza andělů a Báječná Angelika, kde hrál asi svou nejznámější roli, Nicolase alias Calambredaina. V té době hrál ve spaghetti westernech. Jeho nejvýznamnější rolí je osobnost Cesare Moriho, kterou ztvárnil v roce 1977 ve snímku režiséra Pasquale Squitieriho Železný šéf (Il prefetto di ferro) vypovídajícím o válce fašistické Itálie se sicilskou mafií. Za tuto roli byl nominován na několik mezinárodních cen. V roce 1978 získal za tuto roli cenu na MMF v Karlových Varech. Rád sportoval a v posledních letech svého života se zabýval sochařstvím.
Zemřel 1. října 2013 v nemocnici v Civitavecchii na následky zranění při dopravní nehodě nedaleko od Říma.

## Filmografie
- 2007 Pompeje
- 2005 Kapitán
- 2005 Papež Jan Pavel II.
- 2001 Johana Šílená
- 1997 Ohnivá poušť
- 1991 Žena ve stínu
- 1990 Marco
- 1985 Jen aby to byla holčička
- 1985 Tex a pán temnot
- 1982 Tenebre
- 1980 Bankovní konto s výstrahou
- 1980 Legie na Kolwezi
- 1978 Velký útok
- 1977 Corleone
- 1977 Železný šéf
- 1976 Tatarská poušť
- 1976 Safari expres
- 1975 Africký express
- 1975 Napřed střílej, pak se ptej
- 1973 Také andělé jedí fazole
- 1970 Lučištník ze Sherwoodu
- 1969 Cena moci
- 1968 A místo střechy nebe hvězd
- 1968 Bastardi
- 1967 Dny hněvu
- 1966 Arizona Colt
- 1965 Jeden stříbrný dolar
- 1965 Pistole pro Ringa
- 1965 Ringo se vrací
- 1964 Angelika, markýza andělů
- 1964 Báječná Angelika
- 1964 Vzpoura pretoriánů
- 1963 Gepard
- 1963 Nejkratší den
- 1962 Šeherezáda